# Teoria de Peccei-Quinn
En física de partícules, la Teoria de Peccei–Quinn és el model més conegut per a la resolució del problema CP fort. Va ser formulada el 1977 per Roberto Peccei i Helen Quinn. La teoria proposa estendre el Lagrangià de la QCD amb un terme violador de la simetria CP caracteritzat per un paràmetre θ, de valor molt petit car no s'ha observat mai experimentalment.
La teoria de Peccei–Quinn prediu que la petitesa del paràmetre θ és generada per un camp dinàmic, més que no pas per una constant arbitrària. Com que tot camp quàntic té associat una partícula, aquest model prediu l'existència d'una partícula nova, l'axió. El potencial associat a aquest camp fa que naturalment el paràmetre θ esdevingui zero.
La simetria de Peccei–Quinn presenta θ com a component funcional d'una simetria global U(1) que dona càrrega a un camp escalar complex. Aquesta simetria és espontàniament trencada pel valor d'expectació del buit obtingut per a aquest camp escalar, i l'axió és el bosó de Goldstone no-massiu d'aquesta simetria trencada. Si és una simetria de gauge aleshores l'axió és subsumit pel bosó de gauge massiu corresponent i l'axió no és observable (similar al mecanisme de Higgs). Aquest fet és fenomenològicament «desitjable» perquè no genera cap partícula no-massiva, d'acord amb les observacions experimentals fins ara.
La simetria Peccei–Quinn no és exacta perquè està trencada anòmalament pels instantons de la QCD. Si hi ha un terme compensatori que cancel·la el terme de la QCD responsable del trencament anòmal de la simetria, l'axió esdevé un bosó de Goldstone de massa exactament nul·la i θ ja no és fixat. El potencial efectiu de l'axió és el potencial sumat a sobre de l'escala de QCD; amb el terme potencial induït per efectes no-perturbatius de la QCD. Si l'axió és fonamental, o emergeix a una escala llunyana més alta que l'escala de QCD, llavors el terme d'acoblament de dimensió 5, {\displaystyle a\mathrm {Tr} [F\wedge F]}, està suprimit per {\displaystyle 1/\Lambda }, on {\displaystyle \Lambda } és l'escala de l'axió. A causa d'aquest fet, per tal que θ sigui tan petit al mínim del potencial efectiu, el potencial nu ha de ser molts ordres de magnitud inferior al potencial induït per l'instantó, agreujat pel factor {\displaystyle \Lambda }. Això requereix una simetria global aproximada, per la qual no hi ha cap explicació actual.